# Кириченко, Виктор Лукьянович
Виктор Лукьянович Кириче́нко (1935—1974) — советский певец (лирический тенор). Заслуженный артист Белорусской ССР.

## Биография
Виктор Кириченко родился 19 августа 1935 года в селе Лиски Воронежской области. Его предки были из «раскулаченных», ещё помнивших свои истоки в Полтавской губернии, где некогда существовал дворянский род Кириченко. Петь Виктор начал ещё в школе,. В 1954 году будущий певец поступил в Воронежское музыкальное училище, откуда был призван на службу в армии, во время которой он был солистом ансамбля Воронежского военного округа.
В 1958 г. Виктор Кириченко поступил в Московскую государственную консерваторию имени П. И. Чайковского. Во время учёбы женился на студентке Московского института инженеров транспорта Елене, гречанке по материнской линии (Христофориди), ставшей ему верной спутницей всей — пусть недолгой, но очень яркой, — жизни. В 1961 годзу у пары родился единственный сын Михаил, ныне журналист и телеведущий.
После окончания Московской государственной консерватории имени П. И. Чайковского (класс профессора В. Г. Шушлина), где певец разучил первые партии (Рудольф, Ленский, Лыков и др.) в оперной студии под руководством своего педагога С. Я. Лемешева, в 1963 г. он стал солистом в Государственном Академическом Большом театре оперы и балета БССР. В 1968 году за заслуги в развитии музыкального искусства Виктору Кириченко было присвоено звание заслуженного артиста БССР.
Концертный репертуар певца включал большое количество оперных арий, романсов, неаполитанских и советских песен. Виктор Кириченко уделял в своём творчестве большое внимание и произведениям белорусских композиторов; был первым исполнителем песни «Журавли на Полесье летят» И. М. Лученка, которая сразу стала народным гимном Беларуси. Эту песню композитор написал специально для Виктора, с которым его связывала крепкая творческая дружба: самой первой песней на белорусском языке, которую выучил певец, была «Дзе ты, зорка мая» Игоря Лученка, премьера которой состоялась в первом белорусском «Голубом огоньке», транслировавшемся на весь Советский Союз через Москву. Писали для него и многие другие композиторы, например «Восень сыпле на дол» Ричарда Бутвиловского также была предназначена для Виктора Кириченко. После смерти певца записи его голоса (которых в архиве осталось свыше сотни) были занесены в золотой фонд Белорусского радио.
Скончался 25 апреля 1974 года от осложнений, вследствие занесённой инфекции во время лечения зубов. Накануне он спел самую тяжёлую партию из своего репертуара: Фауста в одноимённой опере Ш. Гуно.

## Партии
- «Яснае світанне[бел.]» А. Туренкова — Мильчик и Вронек
- «Зорка Венера» Ю. Семеняки — Пётр
- «Андрей Касценя» / Андрей Костеня Н. И. Аладова — Сашка
- «Севильский цирюльник» Дж. Россини — Альмавива
- «Травиата» Дж. Верди — Альфред
- «Риголетто» Дж. Верди — Герцог
- «Отелло» Дж. Верди — Кассио
- «Фауст» Ш. Гуно — Фауст
- «Князь Игорь» А. П. Бородина — Владимир Игоревич
- «Искатели жемчуга» Ж. Бизе — Надир
- «Богема» Дж. Пуччини — Рудольф
- «Дон Жуан» В. А. Моцарта — Дон Оттавио
- «Евгений Онегин» П. Чайковского — Ленский (одна из наиболее любимых партий певца, разучена в оперной студии под руководством народного артиста СССР С. Я. Лемешева).
- «Демон» А. Рубинштейна — князь Синодал
- «Балаганчик» О. Янченко — Пьеро
- «Царская невеста» Н. Римского-Корсакова — боярин Лыков
- «Любовный напиток» Г. Доницетти — Неморино
- «Алеся» Я. Тикоцкого — Юрка
- «Утро» Г. Вагнера — партизан
- «Паяцы» Р. Леонкавалло — Арлекин

## Память
- К 70-летию со дня рождения великого оперного певца Виктора Кириченко на телеканале «Лад» белорусского телевидения была подготовлена авторская программа Александра Домарацкого «Свет далёкой звезды»[5].

- В 2010 Национальный академический Большой театр оперы и балета Республики Беларусь дал спектакль («Евгений Онегин» П. Чайковского), посвящённый 75-летию со дня рождения Виктора Кириченко.